# Donald Walter Gordon Murray
Donald Walter Gordon Murray, également connu sous le nom de Gordon Murray, est un chirurgien cardiaque canadien, né le 29 mai 1894 à Stratford, quartier de West Zorra Township, dans le comté d'Oxford (Ontario) et mort le 7 janvier 1976 à Toronto.

## Biographie
Né en Ontario, Donald Walter Gordon Murray s'inscrit à l'Université de Toronto pour étudier la médecine en 1914. Pendant la Première Guerre mondiale, il s'engage comme artilleur et accède au grade de sergent. Après la guerre, il obtient son diplôme en 1921. En 1927, il commence à travailler au Toronto General Hospital. Il est connu pour avoir réalisé le premier implant d'homogreffe dans l'aorte thoracique descendante pour traiter la régurgitation aortique.
En 1967, il est nommé Compagnon de l'Ordre du Canada « pour sa contribution au développement de nouvelles procédures chirurgicales et à ses réalisations dans le domaine de la recherche médicale ».